# 라치부시

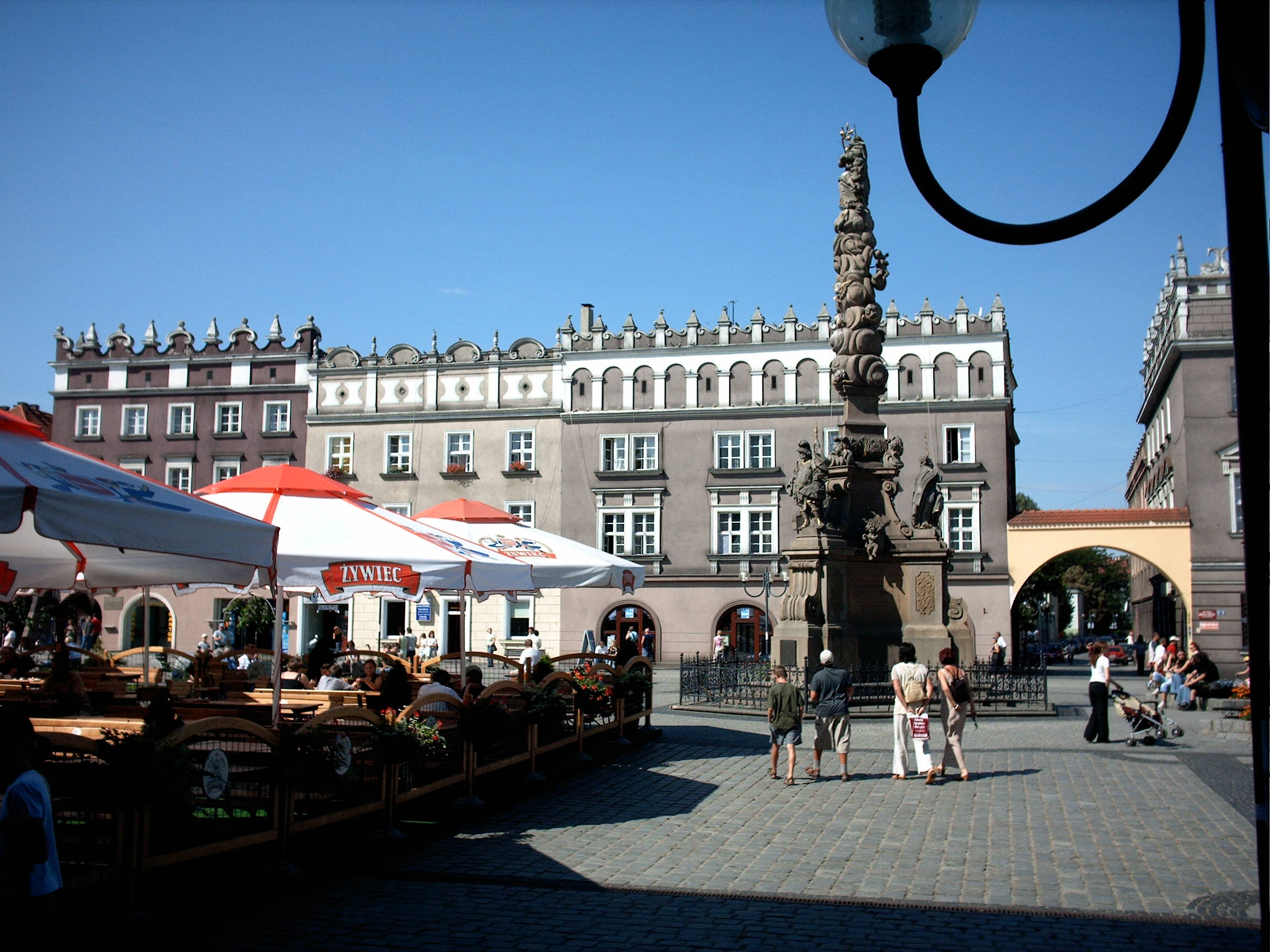
라치부시

라치부시(폴란드어: Racibórz, 독일어: Ratibor 라티보르[*], 체코어: Ratiboř 라티보르시[*])는 폴란드 남부 실롱스크주에 위치한 도시로 면적은 74.96km2, 인구는 57,352명(2006년 기준), 인구 밀도는 930명/km2이다.
체코 국경과 가까운 편이며 카토비체에서 남서쪽으로 약 75km, 브로츠와프에서 남동쪽으로 약 160km 정도 떨어진 곳에 위치한다. 1975년부터 1998년까지는 카토비체 주에 속해 있었다.

시 문장

## 자매 도시
- 러시아 칼리닌그라드
- 독일 레버쿠젠
- 체코 오파바
- 독일 로트
- 우크라이나 티스메니치야